# Jessica Harmon
Jessica Noelle Harmon (Barrie, 27 dicembre 1985) è un'attrice canadese.
È meglio nota per il suo ruolo di Dale Bozzio nella serie tv iZombie e per il ruolo di Niylah nella serie TV The 100.
I suoi genitori sono Allan e Cynde Harmon, rispettivamente regista e produttrice, mentre Richard Harmon, attore che appare a sua volta in opere come The 100 o If I Had Wings, è il suo fratello minore.

## Filmografia

### Televisione
- Oltre i limiti - serie TV, ep,3x07, 4x21 (1997-1998)
- Life as We Know It - serie TV, 6 episodi (2004)
- Killer Instinct - serie TV, ep. 1x12 (2006)
- Supernatural - serie TV, ep. 2x21, 9x5 (2007, 2013)
- Battlestar Galactica: The Face of the Enemy - miniserie televisiva (2008-2009)
- Kyle XY - serie TV, ep. 2x09 (2009)
- Choose Your Victim - miniserie televisiva (2012)
- Arrow - serie TV, ep. 1x20 (2013)
- Rapito alla nascita (Stolen from the womb) - film TV (2014)
- Il mistero delle lettere perdute – serie TV, ep. 1x01 (2014)
- Olympus - serie TV, 4 episodi (2015)
- The Whispers - serie TV, 3 episodi (2015)
- The Magicians - serie TV, ep. 1x07 (2016)
- IZombie – serie TV, 32 episodi (2015-2019)
- The 100 – serie TV, 32 episodi (2016-2020)
- Taken - serie TV, ep. 1x06 (2017)
- Somewhere Between - serie TV, ep. 1x03-1x04 (2017)
- The Bletchley Circle: San Francisco – serie TV, ep. 1x03-1x04 (2018)
- V Wars – serie TV, ep. 1x01, 1x03 (2019)
- Una proposta seducente (Tempting Fate), regia di Manu Boyer e Kim Raver – film TV (2019)

## Doppiatrici italiane
Nelle versioni in italiano dei suoi lavori, Jessica Harmon è stata doppiata da:
- Lilli Manzini in Stolen from the Womb
- Laura Lenghi in IZombie
- Carmen Iovine in The 100
- Barbara Sacchelli in Somewhere Between
- Elisa Angeli in V Wars